# Lithophane vanduzeei
Lithophane vanduzeei är en fjärilsart som beskrevs av Barnes 1928. Lithophane vanduzeei ingår i släktet Lithophane och familjen nattflyn. Inga underarter finns listade i Catalogue of Life.